# Estado Libre Popular de Wurtemberg
El Estado Libre Popular de Wurtemberg (en alemán: Freier Volksstaat Württemberg) fue un estado de Alemania durante la República de Weimar que sucedió al estado imperial de Wurtemberg.

## Revolución de 1918
Mientras Alemania sufría una revolución violenta cerca del fin de la I Guerra Mundial, el Reino de Wurtemberg fue transformado de una monarquía a una república democrática sin derramamiento de sangre. El rey Guillermo II de Wurtemberg abdicó el 30 de noviembre de 1918. Tras la introducción de su nueva constitución y la Constitución de Weimar en 1919, Wurtemberg fue restablecido como miembro del Reich Alemán.
En comparación con la agitación política que afectó a la República de Weimar, el desarrollo político en Wurtemberg se llevó a cabo con estabilidad y continuidad. Los tres periodos legislativos del parlamento de Wurtemberg desde 1920 hasta 1932 transcurrieron agotando la longitud prescrita de cuatro años, a diferencia de lo ocurrido a nivel federal. Los socialdemócratas perdieron temprano su influencia en Wurtemberg en la historia del estado, y se formaron coaliciones conservadoras de 1924 a 1933. A pesar de las numerosas crisis financieras que afectaron a Alemania durante los años 1920 y 1930, el desarrollo económico de Wurtemberg evolucionó mejor que en muchos otros estados alemanes, y su capital, Stuttgart, se convirtió en un centro regional de las finanzas y la cultura.

## 1933-1952
Con la toma Nazi del poder nacional en 1933 y la siguiente eliminación de todas la organizaciones no NS (Gleichschaltung), los gobiernos regionales de Wurtemberg y los otros estados alemanes fueron abolidos, en espíritu si no en la ley y reemplazados por el cargo de "Reichsstatthalter". Coexistió con el "gau" de Wurtemberg-Hohenzollern, según el otro sistema de división territorial. Después de la II Guerra Mundial, Wurtemberg fue dividido entre las zonas de ocupación aliadas francesa y americana de Alemania y se convirtió en parte de dos nuevos estados: Wurtemberg-Baden (gobernada por los estadounidenses) y el más pequeño Wurtemberg-Hohenzollern gobernado por los franceses. Estos dos estados fueron fusionados con Baden en 1952 para formar el moderno estado federado alemán de Baden-Wurtemberg.
El antiguo escudo de armas del Estado Libre Popular fue posteriormente utilizado por la familia Porsche como inspiración para crear el logotipo de la compañía Porsche, trasladada de Austria a Stuttgart al final de la II Guerra mundial y al inicio del milagro económico alemán.

## Ministros-Presidentes del Estado Libre Popular de Wurtemberg
| Nombre            | Nombre                 | Asume el cargo | Deja el cargo | Partido | Partido       |
| ----------------- | ---------------------- | -------------- | ------------- | ------- | ------------- |
|                   | Wilhelm Blos           | 1918           | 1920          |         | SPD           |
|                   | Johannes von Hieber    | 1920           | 1924          |         | DDP           |
|                   | Edmund Rau             | 1924           | 1924          |         | Independiente |
|                   | Wilhelm Bazille        | 1924           | 1928          |         | DNVP          |
|                   | Eugen Bolz             | 1928           | 1933          |         | DZP           |
| Ministerpräsident |                        |                |               |         |               |
|                   | Christian Mergenthaler | 1933           | 1945          |         | NSDAP         |
| Reichsstatthalter |                        |                |               |         |               |
|                   | Wilhelm Murr           | 1933           | 1945          |         | NSDAP         |